# Junaid Jamshed
Junaid Jamshed Khan (Urdu: جنید جمشید) (Karachi, 3 september 1964 - Havelian, 7 december 2016) was een Pakistaanse artiest, modeontwerper, acteur, singer-songwriter en predikant. 

## Biografie
Junaid Jamshed werd geboren in Karachi als zoon van Jamshed Akbar Khan, een kapitein bij de Pakistaanse luchtmacht in Nowshera, en Nafeesa Akbar Khan, de kleindochter van de nawab van de staat Lahore. Zijn oom van moederskant, Sahibzada Jahangir, bijgenaamd "Chico", is een in Londen gevestigde zakenman die een van de oprichters was van Imran Khan's Pakistaanse Tehreek-e-Insaf-partij, en wiens zoon Sherry Jahangir een acteur was die bekend was vanwege zijn rol als MA Jinnah in het klassieke drama Jinnah Se Quaid, terwijl een andere zoon, Kafeel Jahangir, een in Engeland gevestigde cricketspeler was die speelde voor Hertfordshire. Andere familieleden zijn onder meer politicus Fauzia Kasuri, zijn tante, en acteur Alyy Khan, zijn neef. 
Na zijn afstuderen aan een internationale kostschool in Yanbu 'al Bahr in Saoedi-Arabië, wilde Jamshed zich bij de Pakistaanse luchtmacht gevechtspiloot worden. Zijn zwakke gezichtsvermogen verhinderde dit echter. Vervolgens ging hij naar de University of Engineering and Technology in Lahore, waar hij de vakken wiskunde en natuurkunde volgde voordat hij zijn major in werktuigbouwkunde deed. In 1990 behaalde Jamshed een Bachelor of Science-graad en studeerde vervolgens af in de werktuigbouwkunde.
Na zijn afstuderen werkte Jamshed kort als aannemer en ingenieur voor de Pakistaanse luchtmacht voordat hij zich concentreerde op een muzikale carrière. Jamshed kreeg voor het eerst nationale bekendheid en internationale erkenning als zanger van de groep 'Vital Signs' in 1987 met het album Vital Signs 1. Het bevatte de singles "Dil Dil Pakistan" en "Tum Mil Gaye". Het commerciële succes van het eerste album van Vital Signs heeft bijgedragen aan de ontwikkeling van de Pakistaanse rockmuziekindustrie. In 1994 bracht hij zijn debuutsoloalbum uit, Junaid of Vital Signs, gevolgd door Us Rah Par in 1999 en Dil Ki Baat in 2002. In 2004 stopte Jamshed zijn technische en muziekcarrière en richtte zich op religieuze activiteiten. Jamshed had ook een kledingboetiek met de naam "J.", die verschillende verkooppunten heeft in en buiten Pakistan. In november 2014 werd Jamshed beschuldigd van godslastering en in december 2014 verontschuldigde hij zich in een videoboodschap voor het beledigen van mensen en het maken van fouten. Junaid Jamshed en zijn tweede vrouw stierven op 7 december 2016 toen PIA-vlucht 661 neerstortte in Havelian. De vlucht was onderweg naar Islamabad vanuit Chitral. 